# Walk Choc Ice

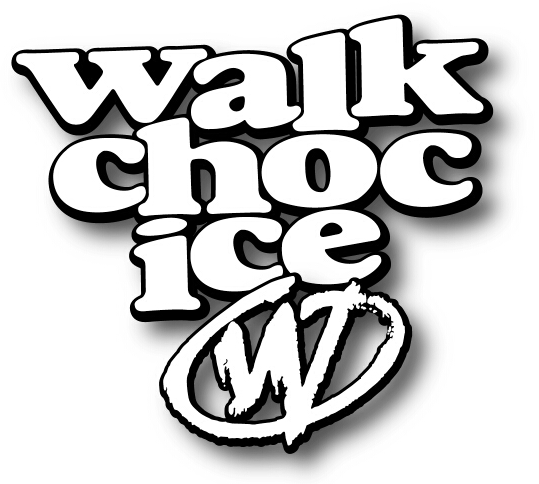
Walk Choc Ice Official Logo

Walk Choc Ice je česká crossoverová skupina, která se zformovala v roce 1992. Krátce po svém vzniku se stala společně se skupinami Support Lesbiens, Kurtizány z 25. Avenue, či Jolly Joker and The P.B.U vyhledávanou atrakcí tehdejší klubové scény. Během své kariéry skupina vydala tři studiová alba. V roce 2002 skupina přerušila koncertní činnost. V roce 2014 se znovu sešla v původní sestavě, aby společně odehrála dva vyprodané koncerty v rámci oslav 20. výročí vydání debutového alba Keep Smiling. V roce 2017 kapela oznámila omezený návrat na koncertní pódia.

## Historie
Skupina Walk Choc Ice vznikla v Kostelci nad Orlicí v roce 1992.
V roce 1994 vydala debutové album Keep Smiling, produkoval jej David Koller. V tomto roce kapela získala první místo ve vyhledávací soutěži New Rock Generation a frontman skupiny Honza Křížek získal o rok později ocenění Zpěvák roku 1995 v anketě časopisu BANG!
Skupina Walk Choc Ice během své kariéry vystoupila jako předkapela Mucky Pup, Waltari, Rage Against the Machine (1994), dále na turné Lucie Samsung Tour (1995), či Faith No More a Davida Bowieho (spolu s Ivanem Králem). V roce 1998 skupina otevírala koncert dua Page&Plant (Led Zeppelin) v pražské sportovní hale.
Jejich druhé eponymní album Walk Choc Ice (s již českými texty) vyšlo v roce 1998 u Warner Music CZ a produkoval ho Ivan Král. Z této desky také pochází největší hit skupiny, skladba Rejdit, ke kterému vznikl dvojklip (spolu s písní Sou stejný) v režii Zdeňka Suchého. Ivan Král s Walk Choc Ice odehrál téhož roku turné ke svému albu Nostalgia. Závěrečný koncert turné, kterým muzikanti zároveň otevírali klub palác Akropolis, byl zachycen na CD Ivana Krále Ohlédnutí.
Své doposud poslední CD Rejdit (v produkci Radima Hladíka) skupina vydala v roce 2000 u Warner Music CZ.
V roce 2002 skupina přerušila svou činnost.
V roce 2014 se sešla většina původních členů Walk Choc Ice, aby společně odehráli dva vyprodané koncerty nazvané "Walk Choc Ice: Keep Smiling 20th Anniversary". První z nich se odehrál v rodném Kostelci nad Orlicí a druhý v jejich oblíbeném Lucerna Music Baru v Praze.
V roce 2017 se skupina vrátila na koncertní pódia v rámci oslav 25 let od svého založení. Rozhodla se během roku odehrát několik vystoupení, která završila podzimním koncertem 18. 11. 2017 v Paláci Akropolis.

## Diskografie

### Studiová alba
- 1994 – Keep Smiling, producent David Koller
- 1998 – Walk Choc Ice, producent Ivan Král
- 2000 – Rejdit, producent Radim Hladík